# محوطه برگام‌کلا
محوطه برگام کلا مربوط به دوران‌های تاریخی پس از اسلام است و در شهرستان رودسر، بخش رحیم آباد، روستای برگام واقع شده و این اثر در تاریخ ۲۷ بهمن ۱۳۸۲ با شمارهٔ ثبت ۱۰۹۸۰ به‌عنوان یکی از آثار ملی ایران به ثبت رسیده است.